# Pepitoria

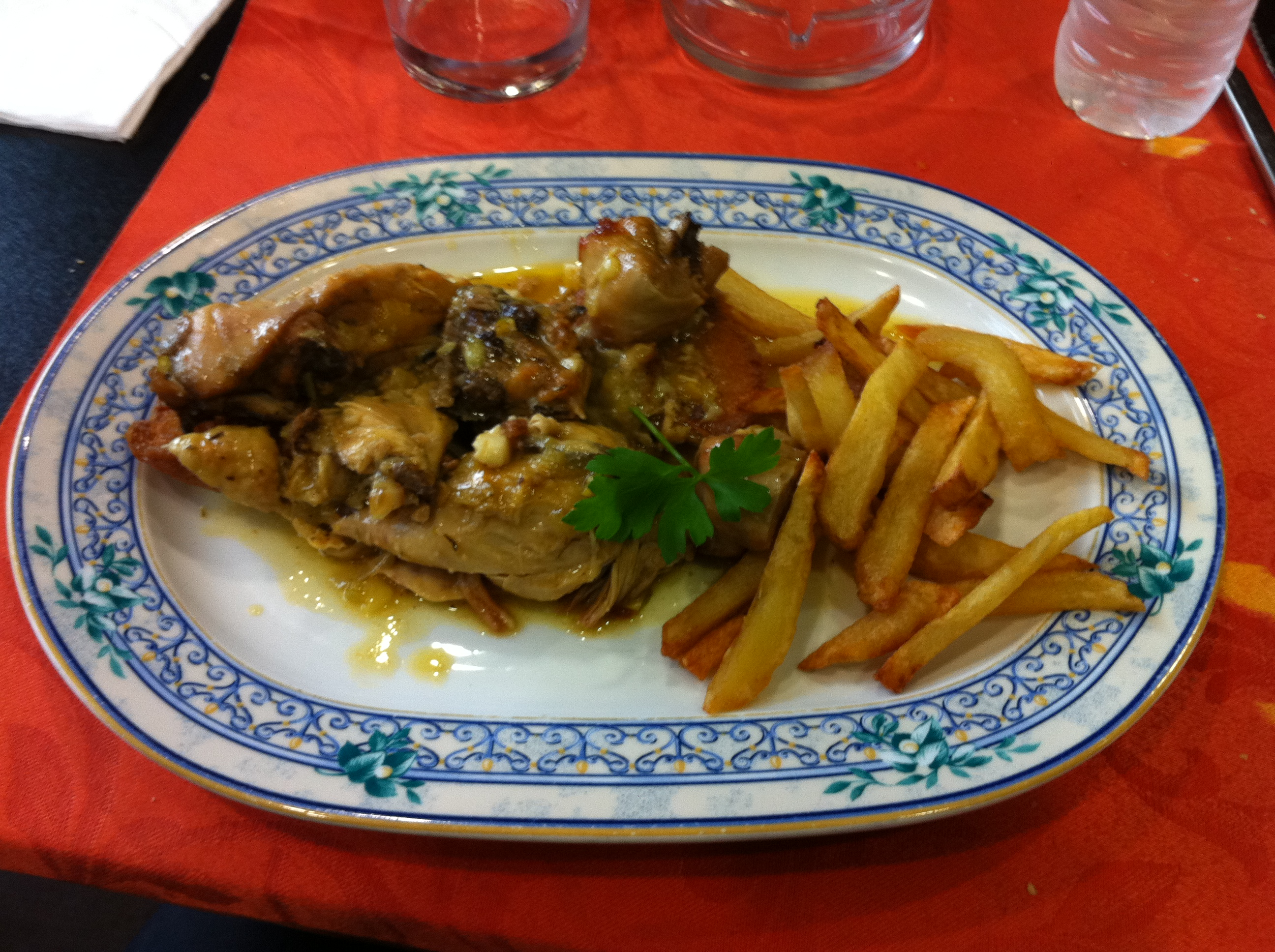
Pollo en pepitoria, con costrones fritos de pan y acompañado de unas patatas fritas.

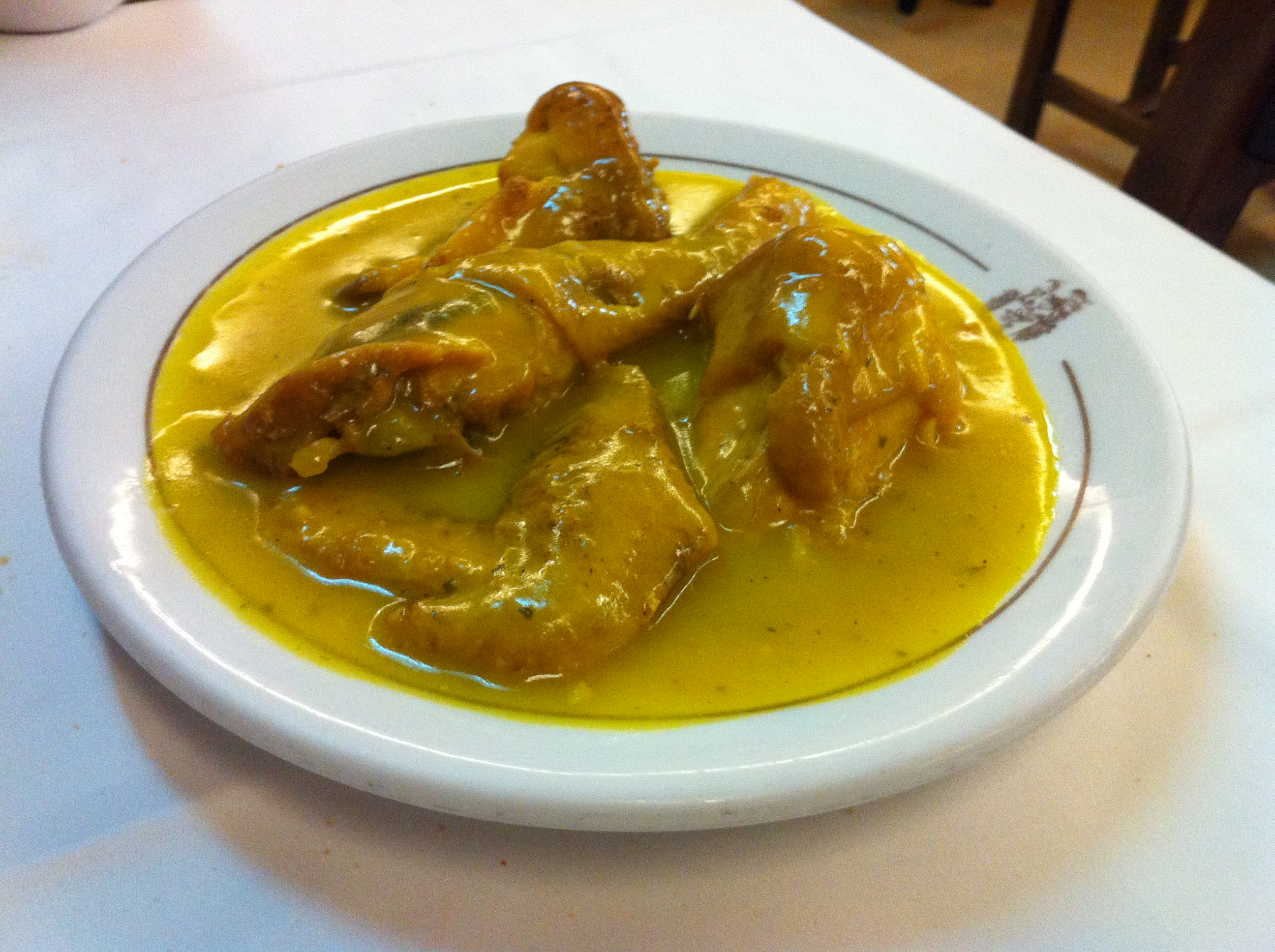
Pepitoria de gallina, en Casa Ciriaco.

La pepitoria es una forma española de cocinar diferentes platos de carne (generalmente con pollo o gallina); por regla general, los jugos obtenidos de la preparación de las carnes se enriquecen con yema de huevo duro y almendras molidas. Cuando se hace así, el plato recibe el apelativo en pepitoria. Algunos autores sostienen que la palabra proviene de piperitoria, a su vez de piper (pimienta). No hay duda, sin embargo, de que este guiso tenía como ingredientes, en la antigüedad, despojos de aves. Se conocen diversos tipos de pepitoria típicos de distintas comarcas españolas.

## Origen
La creencia popular afirma que esta práctica es originaria de la cocina árabe (gastronomía de al-Ándalus) y que dejó esta influencia en la preparación de algunos platos de aves. El Diccionario de autoridades, de 1732, lo define así (aunque no incluye referencia alguna a la forma de cocinarlo):

Pepitoria: Guisado que se hace de los despojos de las aves, como son alas, pescuezos, pies, higadillos y mollejas.

Con otra denominación, el mismo diccionario menciona que pepitoria es palabra que se usa cuando algo está revuelto. Otros autores (Joan Corominas, en su Diccionario crítico etimológico castellano e hispánico, de 1954) mencionan que la palabra proviene de petit-oie, cuyo significado es "pequeño ganso", ya que de estas aves se hacían en Francia las pepitorias.
Otros autores citan los hígados de cordero entre sus ingredientes. Esta preparación se popularizó en el siglo XIX debido a la preferencia que mostraba la reina española Isabel II por este plato.

## Características
Se empleaba en su elaboración el azafrán, que hacía sus funciones en la condimentación y colorante de la pepitoria. Existen diversas pepitorias en España. Las que se elaboran a base de yema de huevo duro pueden sufrir variaciones. A veces se les añaden unas hebras de azafrán, nuez moscada, ajos, almendras, etcétera. Es habitual servir este tipo de platos con picatostes.
- Albóndigas en pepitoria
- Conejo en pepitoria
- Gallina en pepitoria (una de las pepitorias más habituales)[2]
- Liebre en pepitoria
- Pavo en pepitoria
- Perdices en pepitoria
- Pollo en pepitoria